# 相国
相邦是中國战国时期，三晉及秦國大臣的最高职务。汉朝时为避讳改称相国，后世袭之。“相国”也是漢、三國、晉、南北朝至隋、唐朝廷、諸侯國大臣最高职务，后来在中國與日本變成为对担任宰相的官员之敬称。

## 歷史

### 中國
战国時代称为「相邦」，如秦相邦呂不韋。聶新民、劉雲輝認為，相邦制度由三晉傳入秦國；相邦為獨任宰相，得專權，丞相為代理宰相或副手，且多人並任，不得專權；相邦權力含括行政及軍事，而丞相則無軍事權。戰國時，「相邦」之名號見於鑄造器物，有未載史書的相邦因此重新被發現。
有漢一代，為避汉太祖劉邦名諱，將文獻上的「相邦」改為「相国」，後世學者相襲不改。漢初，曾任韓信等將領為「相國」，但袁祖亮以此為壯大士氣的權宜措施，旨在與稱王者抗衡，不能與實質治國的相國相提並論。諸侯王建國，王國與漢朝官制相同，亦設相國、丞相職；在漢惠帝時，「除諸侯王相國法」，設丞相。韓信被殺後，劉邦拜蕭何為漢相國。蕭死后，漢惠帝徵原為齊相國的曹参為漢相國。呂后末年曾短暫任族人呂產為漢相國，旋為周勃、陳平、劉章等大臣所殺。呂產死後，終西漢一代不设相国，其職後以王陵为右丞相，陳平为左丞相，所以漢代「相国」一称，幾乎成为萧、曹二人代名詞。《史記》蕭何、曹参的传記为《蕭相国世家》、《曹相国世家》。
东汉末年董卓逼朝廷任己為相国。漢獻帝建安年間，曹操掌權，封為魏公、魏王，以鍾繇為魏國相國。以後，三國、兩晉、南北朝時，將篡位的权臣多效董卓故事自任為相国，且封諸侯王：如司馬昭、司馬炎之為相國、封晉公、晉王後代魏；劉裕之為相國、宋公、宋王，而迫晉安帝禪位等是。《晉書·志第十四·職官》以為，兩晉「相國、丞相…皆非復尋常人臣之職」。
后代对担任宰相的官员，常敬称相国。明、清对于内阁大学士也雅称相国。

### 日本
日本实行律令制，以太政官最高职位太政大臣的唐名为相国。比如平清盛称为「平相国」、「入道相国」，德川将軍的法名常作「正一位大相国○○院殿」，因为幕府将軍或者生前就任太政大臣，或者死後朝廷追贈太政大臣。

## 印綬
漢初，漢相國持金印、綠綟綬，地位在丞相之上。《漢書·百官公卿表》記載，關外諸侯王也持綠盭綬，但阿部幸信認為此紀錄不能代表漢初情形，漢初諸侯王與天子同格。東漢蔡邕《雜章》：「相國金印綠綬，位在公上，所以殊異休烈，群臣莫得而齊。」

## 相国担任者
秦
- 張儀
- 魏冉
- 范睢
- 蔡泽
- 吕不韦

赵
- 肥義
- 公子成
- 乐毅
- 廉颇
- 夏说
- 贯高

魏
- 彭越

西汉
- 韩信、蕭何、樊噲、曹參、吕产

东汉
- 董卓

东汉魏国（诸侯国）
- 鍾繇、華歆

曹魏
- 司马懿（赠）、司馬昭、司馬炎

燕国
- 王建

晋朝
- 司馬倫、司馬保、桓玄、劉裕

刘尼
- 张昌

十六國
- 漢趙：劉粲、劉曜
- 成漢：李越、董皎
- 後趙：石琨
- 前燕：封奕
- 後秦：譙縱
- 西秦：翟勍、乞伏元基

南朝
- 劉宋：蕭道成
- 南齊：蕭寶融、蕭衍
- 南梁：侯景、蕭繹、陳霸先

北朝
- 北魏：拓跋嗣、拓跋燾、胡國珍（赠）、爾朱新興（赠）、元雍（赠）、爾朱榮（赠）、爾朱買珍（赠）
- 東魏：高澄、高洋
- 北齊：斛律金（赠）、段韶（赠）、高延宗
- 北周：楊堅

隋
- 李渊
- 王世充

唐
- 朱全忠

吴王国（明朝前身）
- 李善長
- 徐达